# كأس الكونفيدرالية الإفريقية 2017
كأس الكونفيدرالية الأفريقية 2017 هي النسخة الرابعة عشرة من بطولة كأس الكونفيدرالية الأفريقية التي ينظمها الاتحاد الأفريقي لكرة القدم (الكاف).
تُوج مازيمبي الكونغولي بلقب البطولة للمرة الثانية في تاريخه بعد فوزه في المباراة النهائية على سوبر سبورت يونايتد الجنوب أفريقي بنتيجة 2-1 في مجموع المباراتين.

## قائمة المشاركين
عدد الفرق المشاركة في البطولة الحالية هو 52 من 40 اتحاد محلي مختلف.
- الفرق بالخط الغليظ تأهلت للدور الأول مباشرة.
- باقي الفرق تلعب في الدور التمهيدي.

 الاتحادات المحلية تشظهر حسب ترتيبها في تصنيف الكاف لـ5 سنوات – تلك الاتحادات التي لها مركز في التصنيف يظهر ترتيبها وعدد النقاط التي لديها
| الاتحاد                                               | الفريق                                              | طريقة التأهل                                        |
| اتحادات مشاركة بفريقين (مصنفة من المراكز 1 وإلى 12)   | اتحادات مشاركة بفريقين (مصنفة من المراكز 1 وإلى 12) | اتحادات مشاركة بفريقين (مصنفة من المراكز 1 وإلى 12) |
| ----------------------------------------------------- | --------------------------------------------------- | --------------------------------------------------- |
| تونس (المركز الأول– 100 نقطة)                         | الصفاقسي                                            | ثالث الدوري التونسي 2015–16                         |
| تونس (المركز الأول– 100 نقطة)                         | الإفريقي                                            | وصيف كأس تونس 2015-2016                             |
| مصر (المركز الثاني – 80 نقطة)                         | سموحة                                               | ثالث الدوري المصري الممتاز 2015–16                  |
| مصر (المركز الثاني – 80 نقطة)                         | المصري                                              | رابع الدوري المصري الممتاز 2015–16                  |
| جمهورية الكونغو الديمقراطية (المركز الثالث – 69 نقطة) | سانغا بولوندي                                       | ثالث الدوري الوطني الكونغولي 2015–16                |
| جمهورية الكونغو الديمقراطية (المركز الثالث – 69 نقطة) | رونيسونس دي كونغو                                   | بطل كأس جمهورية الكونغو الديمقراطية 2016            |
| الجزائر (المركز الرابع – 64 نقطة)                     | شبيبة القبائل                                       | ثالث الرابطة الجزائرية المحترفة الأولى 2015–16      |
| الجزائر (المركز الرابع – 64 نقطة)                     | مولودية الجزائر                                     | بطل كأس الجزائر 2015–16                             |
| السودان (الركز الخامس – 51 نقطة)                      | الأهلي شندي                                         | ثالث الدوري السوداني الممتاز 2016                   |
| السودان (الركز الخامس – 51 نقطة)                      | هلال الأبيض                                         | وصيف كأس السودان 2016                               |
| جنوب أفريقيا (المركز السادس – 27 نقطة)                | بلاتنيوم ستارز                                      | ثالث دوري جنوب إفريقيا الممتاز 2015–16              |
| جنوب أفريقيا (المركز السادس – 27 نقطة)                | سوبر سبورت                                          | بطل كأس جنوب أفريقيا 2015–16                        |
| الكونغو (المركز السابع مكرر – 24 نقطة)                | ايتول دو كونجو                                      | ثالث دوري الكونغو الممتاز 2016                      |
| الكونغو (المركز السابع مكرر – 24 نقطة)                | كارا                                                | وصيف كأس الكونغو 2016                               |
| المغرب (المركز السابع مكرر – 24 نقطة)                 | اتحاد طنجة                                          | ثالث الدوري المغربي 2015–16                         |
| المغرب (المركز السابع مكرر – 24 نقطة)                 | المغرب الفاسي                                       | بطل كأس العرش المغربي 2016                          |
| ساحل العاج (المركز التاسع مكرر – 23 نقطة)             | غاغنوا                                              | ثالث دوري كوت ديفوار الممتاز 2015–16                |
| ساحل العاج (المركز التاسع مكرر – 23 نقطة)             | أسيك ميموسا                                         | وصيف كأس كوت ديفوار 2016                            |
| مالي (المركز التاسع مكرر – 23 نقطة)                   | دجوليبا                                             | ثالث الدوري المالي الممتاز 2016                     |
| مالي (المركز التاسع مكرر – 23 نقطة)                   | أونز كرياتورز                                       | بطل كأس مالي 2016                                   |
| الكاميرون (المركز الحادي عشر – 19 نقطة)               | يونغ سبورت أكاديمي                                  | ثالث الدوري الكاميروني الممتاز 2016                 |
| الكاميرون (المركز الحادي عشر – 19 نقطة)               | ابيجيس دو مفو                                       | بطل كأس الكاميرون 2016                              |
| نيجيريا (المركز الثاني عشر – 12 نقطة)                 | ويكي توريستس                                        | ثالث الدوري النيجيري الممتاز 2016                   |
| نيجيريا (المركز الثاني عشر – 12 نقطة)                 | ايفاني ابواه                                        | بطل كأس نيجيريا 2016                                |
| اتحادات مشاركة بفريق واحد                             |                                                     |                                                     |
| أنغولا (المركز الثالث عشر – 7 نقاط)                   | ريكرياتيفو دو ليبولو                                | بطل كأس انغولا 2016                                 |
| غانا (المركز الرابع عشر مكرر – 4 نقاط)                | بشم يونايتد                                         | بطل كأس غانا 2016                                   |
| ليبيا (المركز الرابع عشر مكرر – 4 نقاط)               | الهلال                                              | وصيف كأس ليبيا 2016                                 |
| زامبيا (المركز الرابع عشر مكرر – 4 نقاط)              | زيسكو يونايتد                                       | وصيف دوري زيمبابوي الممتاز 2016                     |
| إثيوبيا (المركز السابع عشر – 3 نقاط)                  | القوة الدفاعية                                      | وصيف كأس أثيوبيا 2016                               |
| بوتسوانا                                              | أورابا يونايتد                                      | بطل كأس ماسكوم 2015–16                              |
| بوركينا فاسو                                          | جمعية سونابيل                                       | وصيف كأس بوركينا فاسو 2016                          |
| بوروندي                                               | لو ميساجير نغوزي                                    | بطل كأس بوروندي 2016                                |
| جزر القمر                                             | فولكان                                              | بطل كأس جزر القمر 2016                              |
| غينيا الاستوائية                                      | راسينغ دي ميكوميسينغ                                | بطل كأس غينيا الاستوائية 2016                       |
| الغابون                                               | أكاندا                                              | وصيف كأس الغابون 2016                               |
| غينيا                                                 | كالوم ستار                                          | وصيف كأس غينيا الوطني 2016                          |
| كينيا                                                 | أولينزي ستارز                                       | وصيف كأس كينيا 2016                                 |
| ليبيريا                                               | مونوروفيا                                           | بطل كأس ليبيريا 2016                                |
| مدغشقر                                                | ألغاكو بلوس                                         | وصيف كأس مدغشقر 2016                                |
| موريشيوس                                              | بومبلوموس                                           | بطل كأس موريشيس 2016                                |
| موزمبيق                                               | يونياو دو سونجو                                     | بطل كأس موزمبيق 2016                                |
| النيجر                                                | اتحاد دوانس                                         | بطل كأس النجير 2016                                 |
| رواندا                                                | رايون سبورتس                                        | بطل كأس رواندا 2016                                 |
| السنغال                                               | نياري تالي                                          | بطل كأس السنغال 2016                                |
| سيشل                                                  | سانت ميشال يونايتد                                  | بطل كأس سيشيل 2016                                  |
| سيراليون                                              | القوات المسلحة                                      | وصيف سيراليون 2016                                  |
| جنوب السودان                                          | وايو السلام                                         | بطل الكأس الوطنية لجنوب السودان 2016                |
| سوازيلاند                                             | إمبابان سوالوز                                      | بطل كأس سوازيلاند 2016                              |
| تنزانيا                                               | عزام                                                | وصيف كأس تنزانيا 2015–16                            |
| أوغندا                                                | فيبرس                                               | بطل كأس أوغندا 2016                                 |
| زنجبار                                                | كي في زد                                            | وصيف دوري زينجبار الممتاز 2016                      |
| زيمبابوي                                              | نغازي بلاتينوم                                      | بطل كأس زيمبابوي 2016                               |

ينضم 16 فريق إلى الدور الفاصل بعد اقصائهم من دوري أبطال أفريقيا 2017
| الفرق الخسارة من الدور الأول لدوري أبطال أفريقيا 2017 | الفرق الخسارة من الدور الأول لدوري أبطال أفريقيا 2017 | الفرق الخسارة من الدور الأول لدوري أبطال أفريقيا 2017 | الفرق الخسارة من الدور الأول لدوري أبطال أفريقيا 2017 |
| ----------------------------------------------------- | ----------------------------------------------------- | ----------------------------------------------------- | ----------------------------------------------------- |
| رايل كلوب دو كاديوغو                                  | ريفرز يونايتد                                         | تاندا                                                 | هورويا                                                |
| الفتح الرباطي                                         | كامبالا سيتي                                          | مونانا                                                | يانغ أفريكانز                                         |
| باراك يانغ كونترولرز                                  | اينوغو رينجرز                                         | غامبيا بور أوتوريتي                                   | نادي كنابس سبور                                       |
| بيدفيست ويتس                                          | تي بي مازيمبي                                         | نادي ليوباردز                                         | بورت لويس 2000                                        |

| اتحادات محلية لم تشارك بأي فرق |
| --- |
| - بنين - الرأس الأخضر - جمهورية أفريقيا الوسطى - تشاد - جيبوتي - إريتريا - غامبيا - غينيا بيساو - ليسوتو - مالاوي - موريتانيا - ناميبيا - São Tomé and Príncipe - الصومال - توغو |

## مواعيد البطولة
جدول مواعيد المنافسة لعام 2017.
| المرحلة          | الدور          | موعد القرعة                   | المواجهة الأولى   | المواجهة الثانية  |
| ---------------- | -------------- | ----------------------------- | ----------------- | ----------------- |
| التصفيات         | الدور التمهيدي | 11 ديسمبر 2016 (القاهرة، مصر) | 10–12 فبراير 2017 | 17–19 فبراير 2017 |
| التصفيات         | الدور الأول    | 11 ديسمبر 2016 (القاهرة، مصر) | 10–12 مارس 2016   | 17–19مارس 2016    |
| التصفيات         | الدور الثاني   | 11 ديسمبر 2016 (القاهرة، مصر) | 7–9 أبريل 2016    | 14–16 أبريل 2016  |
| التصفيات         | الدور الفاصل   |                               | 7–9 ماي 2016      | 17–18 ماي 2016    |
| دور المجموعات    | الجولة الأولى  |                               |                   |                   |
| دور المجموعات    | الجولة الثانية |                               |                   |                   |
| دور المجموعات    | الجولة الثالثة |                               |                   |                   |
| دور المجموعات    | الجولة الرابعة |                               |                   |                   |
| دور المجموعات    | الجولة الخامسة |                               |                   |                   |
| دور المجموعات    | الجولة السادسة |                               |                   |                   |
| دور خروج المغلوب | نصف النهائي    | 29 سبتمبر –1 أكنوبر 2016      | 13–15 أكنوبر 2016 |                   |
| دور خروج المغلوب | النهائي        | 17–19 نوفمبر 2016             | 24–26 نوفمبر 2016 |                   |

## الأدوار التأهيلية

### الدور التمهيدي
| الفريق الأول   | إجم.           | الفريق الثاني        | مباراة الذهاب | مباراة الإياب |
| -------------- | -------------- | -------------------- | ------------- | ------------- |
| مونوروفيا      | 3–4            | شبيبة القبائل        | 3–0           | 0–4           |
| ايتول دو كونجو | 3–0            | راسينغ دي ميكوميسينغ | 2–0           | 1–0           |
| ايفاني ابواه   | 1–1 (0–3 ر.ج.) | المصري               | 1–0           | 0–1           |
| القوة الدفاعية | 1–2            | يونغ سبورت أكاديمي   | 1–0           | 0–2           |
| اتحاد دوانس    | 1–3            | اتحاد طنجة           | 1–2           | 0–1           |
| ألغاكو بلوس    | 1–2            | سوبر سبورت           | 0–0           | 1–2           |
| أكاندا         | 0–1            | رونيسونس دي كونغو    | 0–0           | 0–1           |
| بشم يونايتد    | 3–5            | مولودية الجزائر      | 2–1           | 1–4           |
| القوات المسلحة | 2–1            | ويكي توريستس         | 2–0           | 0–1           |
| بلاتنيوم ستارز | 2–0            | يونياو دو سونجو      | 1–0           | 1–0           |
| فيبرس          | 1–1 (ه.خ.د)    | فولكان               | 0–0           | 1–1           |
| أورابا يونايتد | 2–4            | إمبابان سوالوز       | 0–1           | 2–3           |
| كي في زد       | 2–4            | لو ميساجير نغوزي     | 2–1           | 0–3           |
| ابيجيس دو مفو  | 2–2 (ه.خ.د)    | نياري تالي           | 1–0           | 1–2           |
| وايو السلام    | 0–6            | رايون سبورتس         | 0–4           | 0–2           |
| جمعية سونابيل  | 0–3            | غاغنوا               | 0–0           | 0–3           |
| المغرب الفاسي  | 3–2            | كارا                 | 3–0           | 0–2           |
| بومبلوموس      | 1–2            | نغازي بلاتينوم       | 1–1           | 0–1           |
| هلال الأبيض    | 3–0            | سانت ميشال يونايتد   | 2–0           | 1–0           |
| الهلال         | 1–1 (4–5 ر.ج.) | أولينزي ستارز        | 1–0           | 0–1           |

### الدور الأول
| الفريق الأول         | إجم.           | الفريق الثاني      | مباراة الذهاب | مباراة الإياب |
| -------------------- | -------------- | ------------------ | ------------- | ------------- |
| ايتول دو كونجو       | 0–1            | شبيبة القبائل      | 0–0           | 0–1           |
| دجوليبا              | انسحاب         | المصري             | 2–0           | —             |
| الصفاقسي             | 6–1            | يونغ سبورت أكاديمي | 5–0           | 1–1           |
| كالوم ستار           | 1–3            | اتحاد طنجة         | 1–0           | 0–3           |
| الأهلي شندي          | 3–6            | سوبر سبورت         | 3–2           | 0–4           |
| مولودية الجزائر      | 3–2            | رونيسونس دي كونغو  | 2–0           | 1–2           |
| الإفريقي             | انسحاب         | القوات المسلحة     | 9–1           | —             |
| فيبرس                | 2–3            | بلاتنيوم ستارز     | 1–0           | 1–3           |
| عزام                 | 1–3            | إمبابان سوالوز     | 1–0           | 0–3           |
| زيسكو يونايتد        | 4–2            | لو ميساجير نغوزي   | 2–0           | 2–2           |
| أسيك ميموسا          | 2–1            | ابيجيس دو مفو      | 2–0           | 0–1           |
| أونز كرياتورز        | انسحاب         | رايون سبورتس       | 1–0           | —             |
| المغرب الفاسي        | 3–2            | غاغنوا             | 3–1           | 0–1           |
| ريكرياتيفو دو ليبولو | 2–1            | نغازي بلاتينوم     | 2–1           | 0–0           |
| سانغا بولوندي        | 1–1 (3–5 ر.ج.) | هلال الأبيض        | 1–0           | 0–1           |
| سموحة                | 4–3            | أولينزي ستارز      | 4–0           | 0–3           |

ملاحظات:
1. 1 2  أوقف الفيفا نشاط اتحاد مالي لكرة القدم يوم 17 مارس 2017.[4] نتيجة لذلك، لم يعد ممكنًا استمرار ناديي دجوليبا وأونز كرياتورز الماليين في البطولات العالمية. ومن ثم تأهل منافسهما المصري ورايون سبورتس.[5]
2. ↑  تأهل الإفريقي بعد انسحاب نادي القوات المسلحة لسييراليون قبل مباراة العودة.[6]

### الدور الفاصل
| الفريق الأول         | إجم.           | الفريق الثاني        | مباراة الذهاب | مباراة الإياب |
| -------------------- | -------------- | -------------------- | ------------- | ------------- |
| يانغ أفريكانز        | 1–4            | مولودية الجزائر      | 1–0           | 0–4           |
| تي بي مازيمبي        | 2–0            | شبيبة القبائل        | 2–0           | 0–0           |
| نادي ليوباردز        | 3–4            | إمبابان سوالوز       | 1–0           | 2–4           |
| الفتح الرباطي        | 3–2            | المغرب الفاسي        | 2–1           | 1–1           |
| اينوغو رينجرز        | 2–5            | زيسكو يونايتد        | 2–2           | 0–3           |
| مونانا               | 2–1            | أسيك ميموسا          | 2–1           | 0–0           |
| رايل كلوب دو كاديوغو | 1–4            | الصفاقسي             | 1–2           | 0–2           |
| بيدفيست ويتس         | 0–1            | سموحة                | 0–0           | 0–1           |
| نادي كنابس سبور      | 1–1 (ه.خ.د)    | ريكرياتيفو دو ليبولو | 1–1           | 0–0           |
| كامبالا سيتي         | 1–1 (4–3 ر.ج.) | المصري               | 1–0           | 0–1           |
| غامبيا بور أوتوريتي  | 1–4            | هلال الأبيض          | 1–1           | 0–3           |
| بورت لويس 2000       | 3–6            | الإفريقي             | 1–2           | 2–4           |
| ريفرز يونايتد        | 2–0            | رايون سبورتس         | 2–0           | 0-0           |
| باراك يانغ كونترولرز | 1–6            | سوبر سبورت           | 1–1           | 0–5           |
| تاندا                | 2–2 (4–5 ر.ج.) | بلاتنيوم ستارز       | 2–0           | 0–2           |
| هورويا               | 4–3            | اتحاد طنجة           | 2–0           | 2–3           |

## مرحلة المجموعات
صُنفت الفرق الـ16 المتأهلة لمرحلة المجموعات وفقًا لتاريخ مشاركاتهم بالبطولات الأفريقية في الخمس سنوات السابقة (نقاط كل فريق حسب تصنيف الكاف لـ5 سنوات تظهر بين هلالين).
| المستوى | المستوى الأول                                                                                      | المستوى الثاني |
| ------- | -------------------------------------------------------------------------------------------------- | --- |
| الفرق   | - تي بي مازيمبي (58 نقطة) - الصفاقسي (21 نقطة) - زيسكو يونايتد (15 نقطة) - الفتح الرباطي (12 نقطة) | - سموحة (4 نقاط) - ريكرياتيفو دو ليبولو (نقطتان) - مولودية الجزائر - مونانا - هورويا - ريفرز يونايتد - بلاتنيوم ستارز - سوبر سبورت - هلال الأبيض - إمبابان سوالوز - الإفريقي - كامبالا سيتي |

### المجموعة أ
| م | الفريق        | لعب | ف | ت | خ | أ.له | أ.ع | أ.ف | نقاط | التأهل      |     | الإفريقي | الفتح | كامبالا | ريفرز |
| - | ------------- | --- | - | - | - | ---- | --- | --- | ---- | ----------- | --- | -------- | ----- | ------- | ----- |
| 1 | الإفريقي      | 6   | 4 | 0 | 2 | 13   | 6   | +7  | 12   | ربع النهائي |     | —        | 2–1   | 4–0     | 3–1   |
| 2 | الفتح الرباطي | 6   | 3 | 0 | 3 | 9    | 8   | +1  | 9    | ربع النهائي |     | 2–1      | —     | 3–0     | 2–1   |
| 3 | كامبالا سيتي  | 6   | 3 | 0 | 3 | 8    | 12  | −4  | 9    |             |     | 2–1      | 3–1   | —       | 2–1   |
| 4 | ريفرز يونايتد | 6   | 2 | 0 | 4 | 6    | 10  | −4  | 6    |             | 0–2 | 1–0      | 2–1   | —       |       |

### المجموعة ب
| م | الفريق          | لعب | ف | ت | خ | أ.له | أ.ع | أ.ف | نقاط | التأهل      |     | الصفاقسي | مولودية | سوالوز | بلاتنيوم |
| - | --------------- | --- | - | - | - | ---- | --- | --- | ---- | ----------- | --- | -------- | ------- | ------ | -------- |
| 1 | الصفاقسي        | 6   | 4 | 1 | 1 | 13   | 4   | +9  | 13   | ربع النهائي |     | —        | 4–0     | 1–0    | 3–0      |
| 2 | مولودية الجزائر | 6   | 3 | 2 | 1 | 7    | 7   | 0   | 11   | ربع النهائي |     | 2–1      | —       | 2–1    | 2–0      |
| 3 | إمبابان سوالوز  | 6   | 1 | 2 | 3 | 8    | 10  | −2  | 5    |             |     | 1–3      | 0–0     | —      | 4–2      |
| 4 | بلاتنيوم ستارز  | 6   | 0 | 3 | 3 | 6    | 13  | −7  | 3    |             | 1–1 | 1–1      | 2–2     | —      |          |

### المجموعة ج
| م | الفريق               | لعب | ف | ت | خ | أ.له | أ.ع | أ.ف | نقاط | التأهل      |     | زيسكو | هلال الأبيض | ريكرياتيفو | سموحة |
| - | -------------------- | --- | - | - | - | ---- | --- | --- | ---- | ----------- | --- | ----- | ----------- | ---------- | ----- |
| 1 | زيسكو يونايتد        | 6   | 3 | 1 | 2 | 6    | 5   | +1  | 10   | ربع النهائي |     | —     | 3–0         | 1–0        | 1–0   |
| 2 | هلال الأبيض          | 6   | 3 | 1 | 2 | 6    | 6   | 0   | 10   | ربع النهائي |     | 1–0   | —           | 2–0        | 2–1   |
| 3 | ريكرياتيفو دو ليبولو | 6   | 2 | 1 | 3 | 4    | 5   | −1  | 7    |             |     | 3–0   | 1–0         | —          | 0–0   |
| 4 | سموحة                | 6   | 1 | 3 | 2 | 5    | 5   | 0   | 6    |             | 1–1 | 1–1   | 2–0         | —          |       |

1. ↑  (منحت)

### المجموعة د
| م | الفريق        | لعب | ف | ت | خ | أ.له | أ.ع | أ.ف | نقاط | التأهل      |     | مازيمبي | سوبر سبورت | هورويا | مونانا |
| - | ------------- | --- | - | - | - | ---- | --- | --- | ---- | ----------- | --- | ------- | ---------- | ------ | ------ |
| 1 | تي بي مازيمبي | 6   | 3 | 3 | 0 | 8    | 4   | +4  | 12   | ربع النهائي |     | —       | 2–2        | 2–1    | 2–0    |
| 2 | سوبر سبورت    | 6   | 2 | 4 | 0 | 13   | 8   | +5  | 10   | ربع النهائي |     | 0–0     | —          | 2–2    | 4–1    |
| 3 | هورويا        | 6   | 2 | 3 | 1 | 6    | 5   | +1  | 9    |             |     | 1–1     | 0–0        | —      | 1–0    |
| 4 | مونانا        | 6   | 0 | 0 | 6 | 4    | 14  | −10 | 0    |             | 0–1 | 3–5     | 0–1        | —      |        |